# Hyalinobatrachium eccentricum
Hyalinobatrachium eccentricum är en groddjursart som beskrevs av Myers och Donnelly 200. Hyalinobatrachium eccentricum ingår i släktet Hyalinobatrachium och familjen glasgrodor. IUCN kategoriserar arten globalt som otillräckligt studerad. Inga underarter finns listade i Catalogue of Life.